# Stenostola nigerrima
Stenostola nigerrima är en skalbaggsart som först beskrevs av Stefan von Breuning 1946.  Stenostola nigerrima ingår i släktet Stenostola och familjen långhorningar. Inga underarter finns listade i Catalogue of Life.